# 対斜
対斜（たいしゃ）とは古典的には和声学で前方の和音と後続和音の構成音の一部が声部を越えて半音で違い合うこと。多くは臨時記号が使われる。後続和音が減七の和音の場合は対斜関係は成立しない。
イングランドのルネサンス音楽にしばしば見受けられる。
近代的にはバルトークの作曲技法のうち黄金分割により導き出された和音で、対称的な両外声音が半音でぶつかり合うこと。ハ長調音階でいうとE-G-C-Ebなどの和音でそれぞれの音程の関係は対称的であり、クラシック音楽のテクスチュアで使われている。
より広い意味ではジャズのブルーノートも一種の拡大された近代的な対斜といえる。